# Rosa (odrůda révy vinné)
Rosa je středně pozdní až pozdní moštová odrůda révy vinné (Vitis vinifera), používaná k výrobě červených vín. Odrůda byla vyšlechtěna na Slovensku v roce 1961, Ing. Dorotou Pospíšilovou, Ph.D. a kolektivem šlechtitelů Výzkumného ústavu vinohradnického Bratislava, křížením odrůd (Picpoul noir x Frankovka) x Tramín červený.
Picpoul noir (název dle katalogu odrůd VIVC Piquepoul noir) je pozdní moštová odrůda původu Vitis vinifera, pocházející z jižní Francie, z oblasti Languedoc, z údolí řeky Rhôny. Odrůda byla v roce 2011 pěstována ve Francii v šesti klonech na ploše 60 hektarů s klesající tendencí, uplatnění nachází například v cuvée vín AOC Châteauneuf du Pape, Languedoc, Tavel, Côtes du Rhône, Côtes du Ventoux, Côtes du Luberon, Palette, Lavilledieu a Picpoul de Pinet. Pod názvem Pical je uvedena v seznamu klasifikovaných odrůd Portugalska a je doporučena k pěstování v regionu Vinho Verde. Mutací této odrůdy vznikly patrně odrůdy Piquepoul gris a následně Piquepoul blanc.

## Popis
Réva vinná (Vitis vinifera) odrůda Rosa je jednodomá dřevitá pnoucí liána, dorůstající v kultuře až několika metrů. Kmen tloušťky až několik centimetrů je pokryt světlou borkou, která se loupe v pruzích. Úponky révy umožňují této rostlině pnout se po pevných předmětech. Růst je bujný se vzpřímenými letorosty, olistění je husté.
List je menší až středně velký, výrazně členěný, pěti- až sedmilaločnatý s hlubokými až velmi hlubokými výkroji, které mají oblé dno, řapíkový výkroj je většinou otevřený, ve tvaru „UV“, tedy se zaostřeným dnem, někdy též překrytý s průsvitem, řapík je narůžovělý, žilnatina listu v oblasti napojení řapíku je málo pigmentovaná.
Oboupohlavní pětičetné květy v hroznovitých květenstvích jsou žlutozelené, samosprašné. Hrozen je malý až středně velký, řidší, kónický, někdy rozvětvený, bobule jsou poměrně malé, okrouhlé, modré až černomodré barvy, ojíněné. Dužina i mošt jsou červeně zbarvené (odrůda patří mezi barvířky) a mají výrazné, velmi neobvyklé tramínové aroma (květ čajové růže).

## Původ a rozšíření
Rosa je odrůda révy vinné (Vitis vinifera), která byla vyšlechtěna na Slovensku roku 1961 Ing. Dorotou Pospíšilovou, Ph.D. a kolektivem šlechtitelů Výzkumného ústavu vinohradnického Bratislava, křížením odrůd (Picpoul noir x Frankovka) x Tramín červený. Z křížení byl vybrán semenáč s pracovním názvem (PPxFM) x TČ 15/3, který byl dále sledován v klonovém potomstvu a ověřován (Polnohospodárske družstvo Strekov, Ondrej Korpás CSc.).
Křížení mateřské odrůdy (Picpoul noir x Frankovka) bylo v Bratislavě provedeno již roku 1951, výsledná odrůda je barvířka.
V Listině registrovaných odrůd SR je odrůda Rosa zapsána od roku 2011, již od roku 2004 je právně chráněná. Na Slovensku je odrůda pěstována na nevelkých plochách. Ve Státní odrůdové knize České republiky není zapsána, není uvedena ani mezi odrůdami, ze kterých je dovoleno vyrábět zemská vína. V Česku se pěstuje pouze velmi vzácně na Moravě.

## Název
Název nese odrůda po velmi neobvyklém a pro ni typickém aroma dužiny i vyrobeného vína, ve kterém najdeme květ čajové růže. Šlechtitelské označení odrůdy je (PPxFM) x TČ 15/3.

## Možné záměny
Odrůdu lze v literatuře zaměnit s množstvím odrůd se stejným názvem a různými přídomky, například Rosa del Peru, Rosa di Malaga, Rosa Linda, Rosa Niedda či Rosa Tardiva.

## Pěstování
Réví dobře vyzrává, odrůda dobře odolává zimním mrazům. Pro pozdější dobu rašení není ohrožována ani pozdními jarními mrazy. Určitým nedostatkem je tvorba jalových výhonů ze staršího dřeva a husté olistění, doporučuje se udělat důkladnou jarní probírku letorostů a odlistění v pásmu hroznů, jinak hrozí vyšší nebezpečí infekce houbovými chorobami. Odrůda nesnáší dlouhotrvající sucha. Doporučuje se vysoké vedení, širší spony a podnož SO-4, která brzdí růst a podporuje tvorbu plodů. Plodnost je malá až střední, 5-10 t/ha při cukernatosti 18-25 °NM a aciditě 7-12 g/l.

### Fenologie
Rosa raší středně pozdě, kvete též středně pozdě, dozrává středně pozdně až pozdně, většinou od poloviny října. Hrozny na keři nejsou ohrožovány hnilobou a mohou se sklidit později, v dobrých ročnících se tvoří i cibéby.

### Choroby a škůdci
Odolnost vůči houbovým chorobám obecně je po odlistění průměrná, citlivější je odrůda na padlí révové (Uncinula necator).

### Poloha a půdy
Vyžaduje kvalitní, chráněné polohy, kde dává pravidelnější úrodu vyšší kvality, je odrůdou pro teplé vinohradnícké oblasti. Vyžaduje středně hluboké, ne velmi výživné půdy s dobrým vláhovým režimem. Na lehkých, výsušných, písčitých půdách, zejména na svazích, při dozrávání hrozny trpí suchem a bobule se scvrkávají, zastavuje se tvorba cukrů a je malá výlisnost moštu.

## Víno
Vína jsou velmi neobvyklá, sytě červeně zbarvená, plná, s výjimečně intenzívní vůní čajové růže. Přívlastková vína jsou jedinečná a ceněná, rozhodně stojí za ochutnání, dala by se považovat za světový unikát.

### Multimédia
- Martin Šimek : Encyklopédie všemožnejch odrůd révy vinné z celýho světa s přihlédnutím k těm, co již ouplně vymizely, 2008-2012